# Maximón

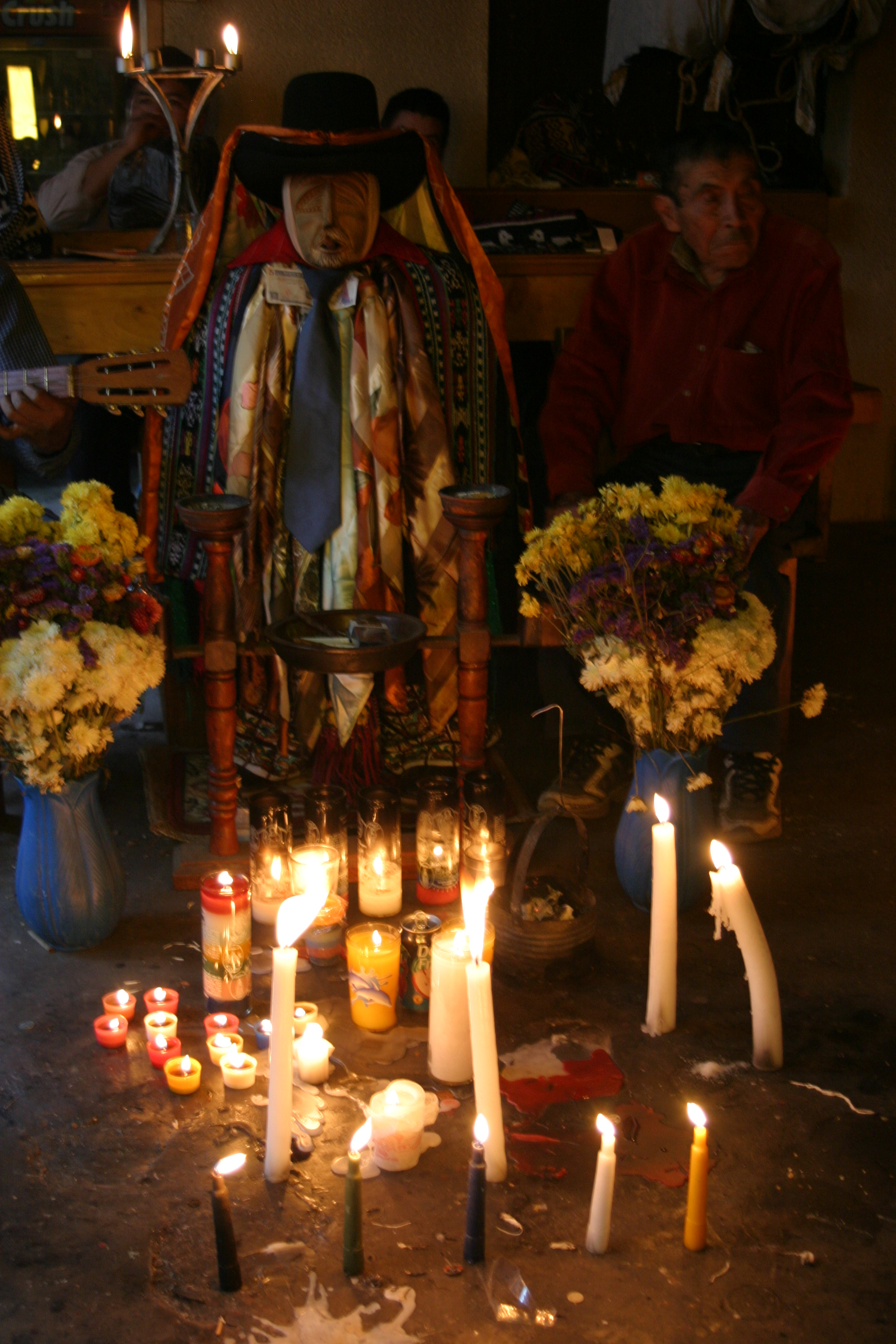
Maximón met kaarsen, Lago Atitlán

Maximón is een heilige die in verschillende gedaanten wordt aanbeden door Maya's in verschillende steden in het hoogland van westelijk Guatemala.
Hij ziet eruit als een soort vogelverschrikker die sjofele Europese kledij draagt. Meestal is hij getooid met een hoed en een zonnebril en rookt vaak een sigaar. Hij heeft een zeer onsympathiek uiterlijk omdat hij de boze God Mam vertegenwoordigd, hoewel hij ook wel wordt geassocieerd met Pedro de Alvarado en met de christelijke Judas. In de meeste steden is hij het middelpunt van spot en afschuw. Een uitzondering hierop is de stad Santiago Atitlán. Hier wordt hij juist vereerd en door religieuze broederschappen bewaakt en vereerd in een aparte ruimte die om de zoveel tijd van plaats verandert. In Santiago Atitlán wordt de Maximon ook vereerd door hem te versieren met vele kleurige sjaals. In Zunil, waar Maximon het kwade vertegenwoordigd heeft hij een donker gezicht en draagt een donkere zonnebril en een bandana.